# Nivard Schlimbach

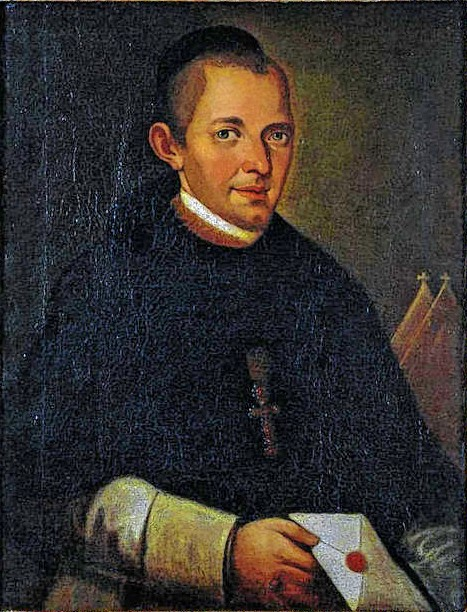
Nivard Schlimbach, Porträt von Johann Georg Herrlein

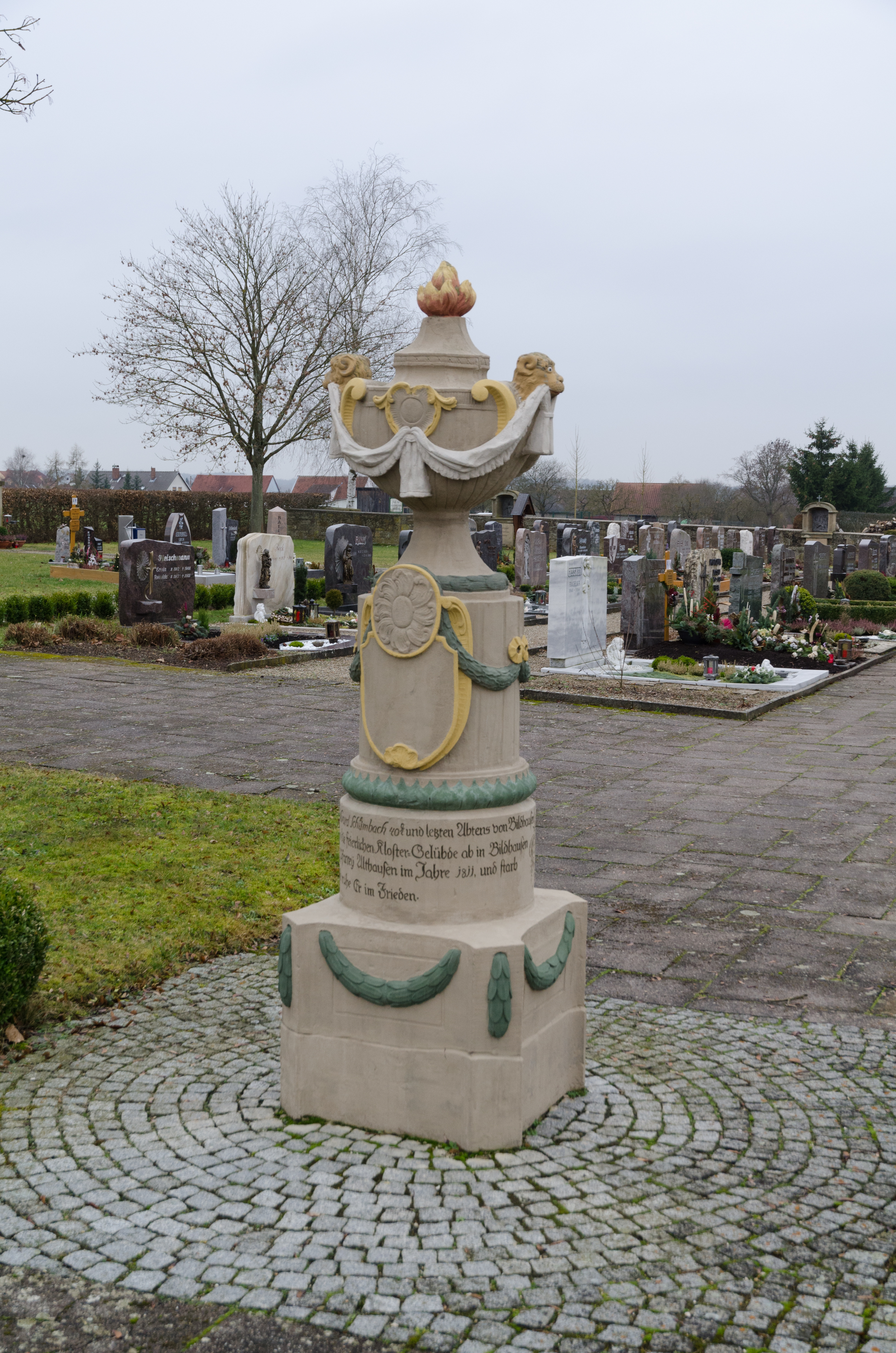
Grabmal von Nivard Schlimbach

Georg Nivard(us) Schlimbach SOCist (* 25. März 1747 in Althausen bei Königshofen im Grabfeld als Georg Anton oder Adam Schlimbach; † 5. Mai 1812 auf dem Rindhof in Münnerstadt) war der letzte Abt des Zisterzienserklosters Bildhausen.

## Leben
Nivard Schlimbach war der jüngste Sohn des Wundarztes und Schultheißen Johann Schlimbach von Althausen; dessen Epitaph befindet sich an der Außenfassade der dortigen Kirche St. Cyriakus.
Nach dem Besuch der Elementarschule in seinem Heimatort kam er erst an die Rektorschule in Königshofen im Grabfeld und 1758 in das Gymnasium in Bamberg (heute: Kaiser-Heinrich-Gymnasium Bamberg), dort belegte er den philosophischen Kurs. 1764 immatrikulierte er sich an der Universität Würzburg und begann mit einem Philosophie- und Theologie-Studium.
1767 trat er beim Abt Bonifatius Geßner (1699–1710) in die Zisterzienserabtei Maria Bildhausen ein; er erhielt den Klosternamen Nivardus und legte am 18. September 1768 die Profess ab. 
Nach der Primiz am 3. November 1771 wurde er von Abt Edmund Martin (1718–1786) zum Studium der Rechtswissenschaft nach Würzburg geschickt; dort wohnte er bei dem Professor Joseph Maria Schneidt und erwarb sich in der Rechtswissenschaft sowie in Mathematik, Geometrie und der fränkischen Geschichte bedeutende Kenntnisse. Unter der Leitung von Joseph Maria Schneidt legte er eine Sammlung von Kopien solcher Urkunden an, die sich auf die Geschichte Frankens bezogen; diese Sammlung, genannt Antiquitates herbipolenses, setzte er bis an sein Lebensende fort.
1774 kehrte er nach Bildhausen zurück und wurde anfangs Gehilfe des Kanzleidirektors, später dann Gehilfe des Amtmannes in Hollstadt. Er erhielt die freigewordene Stelle des Kanzleidirektors, die er behielt, bis er am 23. Oktober 1786 zum Abt gewählt wurde.
Nach seinem Amtsantritt fand er die Klostergüter überschuldet vor, hinterließ sie aber bei der Säkularisation am 2. Mai 1803 schuldenfrei, was ihm selbst für seine letzten Jahre eine erhebliche Pension einbrachte. Der Schuldenabbau gelang ihm nur unter schwierigen Bedingungen, weil er gleich zu Beginn seiner Amtszeit aufgrund reichsgerichtlicher Anordnung eine Schuld von 12.000 Gulden auszuzahlen hatte. Er verkaufte darauf unprofitable Weinberge und reduzierte die Zahl der Mönche, um Geld zu sparen; außerdem ließ er brachliegende Flächen urbar machen. Den Petersberg ließ er roden und mit Obst und Hopfenanlagen bepflanzen. Der neuerbaute Rindhof wurde bald zu einem Ökonomiegut, dessen Erträge die Einkünfte des Klosters bedeutend erhöhten. Der neue Gästebau und das Pfortenhaus am Kloster sind ihm ebenso zu verdanken wie die Verschönerung der Klostergärten und der Bau der Zehntscheune in Unsleben.
Während der Koalitionskriege errichteten die Österreicher 1795 ein Lazarett im Kloster, worauf er in den Rindhof umziehen musste. Nach diesen kamen 1796 die Franzosen, sodass sich Abt Nivard nach Coburg, Kronach und Ebersberg im Vogtland flüchten musste, während das Kloster geplündert und gebrandschatzt wurde.
Als er aus dem Exil zurückkehrte, bewohnte er noch einige Zeit den Klosterhof in Hollstadt und nach der Säkularisation nahm Abt Nivard am 2. Mai 1803 seinen Ruhesitz auf dem Rindhof; dorthin nahm er auch die 1157 Einzelstücke umfassende Sammlung fränkisch-würzburgischer Münzen mit, die er seit 1776 systematisch aufgebaut hatte. Er erhielt eine Jahrespension von 6.000 Gulden und den Rindhof, der ihm auf Lebenszeit zur Pacht überlassen wurde; diesen käuflich zu erwerben, gelang ihm nicht mehr. Die staatliche Kommission, die das Kloster auflöste, nahm das Gesamtvermögen des Klosters auf, das mit allen Liegenschaften auf 2.098.603 Gulden beziffert wurde.
1800 stiftete er die Pfarrei Seubrigshausen und im September 1811, kurz vor seinem Tod, die Pfarrei Althausen, wo er gegenüber der Kirche einen neuen Pfarrhof errichten ließ.
Er wurde am 8. Mai 1812 auf dem Friedhof in Großwenkheim begraben, wo sich sein Grabmal bis heute erhalten hat, das anlässlich seines 200. Todestages 2012 restauriert wurde.
Nach dem Tod des Abtes erwarb Großherzog Ferdinand III. von Toskana, der damalige Landesherr des Großherzogtums Würzburg, der Nivard Schlimbach mehrfach besucht hatte, die Münzsammlung von Schlimbachs Erben und nahm sie 1814 mit nach Florenz.